# Dichbach
Der Dichbach ist ein Bach in Bonn, Stadtbezirk Hardtberg. Seine Gesamtlänge beträgt 0,5 Kilometer, sein Einzugsbereich umfasst 0,2 Quadratkilometer.
Der Dichbach hat seinen Ursprung in der Kurfürstenquelle. Er ist ein auf weiten Strecken verrohrtes, auf der offenen Fließstrecke nur mäßig naturnahes Fließgewässer.

## Besonderheiten
Von der Gesamtschüttung der Kurfürstenquelle wurden bis Ende des 19. Jahrhunderts 4 von 6 l/s der Universität Bonn als Brauchwasser, insbesondere für die botanischen Gärten zugeführt. Heute gilt das Brunnenwasser, das aus mehreren Quellen im Brunnenhaus zusammengeführt wird, unter anderem wegen der stetig wachsenden Bebauung und der damit verbundenen Oberflächenversiegelung als bakteriologisch verunreinigt. Die Brauchwasserleitungen liegen mittlerweile aus Kostengründen brach und werden wohl auch nicht mehr saniert.